# Damian Szwarnowiecki
Damian Szwarnowiecki (ur. 20 grudnia 1993 we Wrocławiu) – polski judoka, mistrz Europy juniorów oraz młodzieżowców, piąty zawodnik mistrzostw świata seniorów, trzykrotny mistrz Polski seniorów, wielokrotny medalista pucharów świata oraz zawodów z cyklu Grand Prix. W 2012 roku wyróżniony przez Europejską Unię Judo srebrną odznaką za najlepszego zawodnika młodego pokolenia.
Zawodnik klubów: MKS Juvenia Wrocław (2006-2009), KS Gwardia Wrocław (od 2010).
Osiągnięcia:
- młodzieżowy mistrz Europy 2012
- mistrz Europy juniorów 2012
- brązowy medalista zawodów pucharu Europy 2015 w Sindelfingen
- trzykrotny medalista zawodów pucharu świata (Praga 2016 - srebro, Tallin 2016 - brąz Praga 2018 - srebro)
- trzykrotny medalista zawodów Grand Prix (Samsun 2016 - złoto w kat. do 81 kg, Zagrzeb 2016 - brąz w kat. do 73 kg, Marrakesz 2019 - brąz w kat. do 81 kg)
- brązowy medalista mistrzostw Europy seniorów 2016 w Kazaniu w turnieju drużynowym
- srebrny medalista Akademickich Igrzysk Europejskich 2018 w Coimbrze
- piąty zawodnik Mistrzostw Świata seniorów 2018 w Baku
- złoty medalista Akademickich Mistrzostw Europy 2019 w Zagrzebiu
- trzykrotny mistrz Polski seniorów (2012, 2015, 2017), srebrny medalista w 2018 oraz brązowy w 2014. Ponadto m.in. dwukrotny młodzieżowy mistrz Polski (2014, 2015) oraz trzykrotny mistrz Polski juniorów (2011, 2012, 2013).